# Брезніца-Мотру (комуна)
Брезніца-Мотру (рум. Breznița-Motru) — комуна у повіті Мехедінць в Румунії. До складу комуни входять такі села (дані про населення за 2002 рік):
- Брезніца-Мотру (1180 осіб)
- Валя-Теюлуй (85 осіб)
- Делень (27 осіб)
- Косовец (145 осіб)
- Плай (91 особа)
- Телепану (42 особи)
- Феуроая (228 осіб)

Комуна розташована на відстані 228 км на захід від Бухареста, 44 км на схід від Дробета-Турну-Северина, 54 км на північний захід від Крайови.

## Населення
За даними перепису населення 2002 року у комуні проживали 1798 осіб.
Національний склад населення комуни:
| Національність            | Кількість осіб | Відсоток |
| ------------------------- | -------------- | -------- |
| румуни                    | 1797           | 99,9%    |
| не вказали національність | 1              | 0,1%     |

Рідною мовою назвали:
| Мова      | Кількість осіб | Відсоток |
| --------- | -------------- | -------- |
| румунська | 1797           | 99,9%    |

Склад населення комуни за віросповіданням:
| Релігія        | Кількість осіб | Відсоток |
| -------------- | -------------- | -------- |
| православні    | 1795           | 99,8%    |
| реформати      | 1              | 0,1%     |
| п'ятдесятники  | 1              | 0,1%     |
| греко-католики | 1              | 0,1%     |